# 第35回日劇學院賞
←第34回 - 第35回 - 第36回→
第35回日劇學院賞，針對2002年10月到12月在日本播出的連續劇做出投票與評比。

## 得獎名單

### 最優秀作品賞
1. 真夜中的雨
2. 獻給阿爾吉儂的花束
3. 利家與松

- 讀者票：1.遙控刑警；2.真夜中的雨；3.獻給阿爾吉儂的花束
- 記者票：1.獻給阿爾吉儂的花束；2.真夜中的雨；3.利家與松
- 評審票：1.獻給阿爾吉儂的花束；2.真夜中的雨；3.老爸

### 主演男優賞
1. 中山裕介（日语：ユースケ・サンタマリア）（獻給阿爾吉儂的花束）
2. 織田裕二（真夜中的雨）
3. 唐澤壽明（利家與松）

- 讀者票：1.織田裕二（真夜中的雨）；2.中山裕介（獻給阿爾吉儂的花束）；3.長瀬智也（年輕爸爸）
- 記者票：1.中山裕介（獻給阿爾吉儂的花束）；2.唐澤壽明（利家與松）；3.織田裕二（真夜中的雨）
- 評審票：1.中山裕介（獻給阿爾吉儂的花束）；2.田村正和（老爸）；3.唐澤壽明（利家與松）

### 主演女優賞
1. 松嶋菜菜子（利家與松）
2. 菅野美穗（獻給阿爾吉儂的花束）
3. 深田恭子（遙控刑警）

- 讀者票：1.深田恭子（遙控刑警）；2.松嶋菜菜子（利家與松）；3.中山美穗（遠離家園）
- 記者票：1.松嶋菜菜子（利家與松）；2.菅野美穗（獻給阿爾吉儂的花束）；3.仲間由紀惠（大醫院小麻紀）
- 評審票：1.仲間由紀惠（大醫院小麻紀）；2.菅野美穗（獻給阿爾吉儂的花束）；3.松嶋菜菜子（利家與松）

### 助演男優賞
1. 堂本光一（遙控刑警）
2. 反町隆史（利家與松）
3. 香川照之（利家與松）

- 讀者票：1.堂本光一（遙控刑警）；2.石黒賢（真夜中的雨）；3.押尾學（Double Score）
- 記者票：1.堂本光一（遙控刑警）；2.香川照之（利家與松）；3.反町隆史（利家與松）
- 評審票：1.香川照之（利家與松）；2.反町隆史（利家與松）；3.小林翼（帶子狼）

### 助演女優賞
1. 松雪泰子（真夜中的雨）
2. 中谷美紀（老爸）
3. 榎本加奈子（獻給阿爾吉儂的花束）

- 讀者票：1.松雪泰子（真夜中的雨）；2.後藤真希（年輕爸爸）；3.中谷美紀（老爸）
- 記者票：1.中谷美紀（老爸）；2.榎本加奈子（獻給阿爾吉儂的花束）；3.松雪泰子（真夜中的雨）
- 評審票：1.中尾ミエ（薔薇十字架）；2.中谷美紀（老爸）；3.酒井若菜（遠離家園）

### 其他
- 主題歌賞：近畿小子：solitude～真実のサヨナラ～（遙控刑警）
- 新人俳優賞：市川實日子（心理醫恭介）
- 最佳服裝賞：深田恭子（遙控刑警）
- 腳本賞：岡田惠和（獻給阿爾吉儂的花束）
- 監督賞：若松節朗、福澤克雄、松原浩、村谷嘉則（真夜中的雨）
- 劇中音樂賞：寺嶋民哉（獻給阿爾吉儂的花束）
- 卡司賞：老爸
- 片頭片尾賞：保坂久美子、梅澤智仁（真夜中的雨）
- 電視週刊特別賞：怪談百物語